# Samuel Larsen
Samuel Peter Acosta Larsen (ur. 28 sierpnia 1991 w San Francisco) – amerykański aktor telewizyjny i filmowy, wokalista i model, znany z roli Joe Harta w serialu telewizyjnym Glee.

## Życiorys
Urodził się w San Francisco w stanie Kalifornia jako syn Lupe Marie (z domu Acosta Segura) i Henrika Larsena. Jego ojciec pochodzi z Danii, a matka jest Meksykanką. Ma starszego brata, Manolo, a także siostrę Morgan. Larsen jest chrześcijaninem, a wśród licznych tatuaży na swoim ciele, ma wytatuowany werset biblijny Miłuję ciebie, Panie, mocy moja! z Psalmu 18:2. W 2009 ukończył Murrietty Valley High School. Na drugim roku został wokalistą i gitarzystą szkolnego zespołu 15 North, z którym występował na festiwalach.
W 2010 brał udział w dziewiątej edycji talent show American Idol; z programu odpadł przed półfinałami. Pracował jako model dla projektanta Ashtona Michaela, a następnie sprowadził się do Los Angeles.
Został uczestnikiem programu telewizyjnego The Glee Project, dzięki któremu otrzymał angaż w popularnym serialu stacji Fox Glee. Jako Joe Hart, członek licealnego chóru, wystąpił w odcinkach sezonu trzeciego, czwartego i szóstego Glee. W 2015 zagrał w filmach: The Remains, Recovery i The Breakup Girl.
27 października 2014 ukazał się jego debiutancki EP Vices.

## Filmografia
- 2011: The Glee Project jako on sam
- 2012–2015: Glee jako Joe Hart
- 2013: Candy from Strangers jako Candyman
- 2015: The Remains jako Tommy
- 2015: The Breakup Girl
- 2015: Recovery jako Logan
- 2015: Hawaii Five-0 jako Alfie Tucker
- 2016: Blue Weekend jako Dirk
- 2019: After jako Zed Evans
- 2020: After 2 jako Zed Evans

## Dyskografia

### single
- „Education” (2016)
- „Blue” (2017)

### płyty
- Pocket Love (2012)
- 3 Blind Costumes (2013)
- Vices (EP, 2014)
- You Should Know (2016)

## Nagrody i wyróżnienia
| Rok  | Nagroda                    | Kategoria                                    | Film | Inni wykonawcy | Rezultat  |
| ---- | -------------------------- | -------------------------------------------- | ---- | --- | --------- |
| 2013 | Screen Actors Guild Awards | Najlepszy zespół aktorski – serial komediowy | Glee | Dianna Agron, Chris Colfer, Darren Criss, Vanessa Lengies, Jane Lynch, Jayma Mays, Kevin McHale, Lea Michele, Cory Monteith, Heather Morris, Matthew Morrison, Alex Newell, Chord Overstreet, Amber Riley, Naya Rivera, Mark Salling, Harry Shum Jr. i Jenna Ushkowitz | Nominacja |